# 하창래
하창래(河昌來, 1994년 10월 16일 ~ )는 대한민국의 축구 선수로 포지션은 센터백, 센터포워드이며 J1리그의 나고야 그램퍼스에서 현재 K리그1의 대전 하나 시티즌로 임대되어 뛰고있다.

## 선수 경력
중앙대학교에 재학 중이던 하창래는 2017 시즌을 앞두고 인천 유나이티드에 자유계약으로 입단했다. 신인임에도 불구하고 하창래는 팀의 주전으로 자리매김 하여 20경기 출전에 1골을 넣는 활약을 펼쳤다. 시즌이 끝나고 FA가 된 하창래는 같은 리그의 포항 스틸러스로 이적했다.

## 수상 내역

### 클럽

#### 포항 스틸러스
- 코리아컵 우승 1회 (2023년)